# Sitapur (Saptari)
Pour les articles homonymes, voir Sitapur.
Sitapur (en népalais : सितापुर) est un comité de développement villageois du Népal situé dans le district de Saptari. Au recensement de 2011, il comptait 4 122 habitants.